# 戴寶輝
戴寶輝（1876年—1952年），字伯璇，贵州贵阳人，清朝政治人物、進士出身。
光緒三十年太后七旬改政甲辰恩科進士，二甲一百二名，授刑部主事，改江蘇慶雲縣知縣。